# 徐昌裕
徐昌裕（1914年—2003年12月23日），曾用名顾光，男，江苏吴江人，毕业于上海交通大学，南昌中央航空机械学校高级班，中国航空工程专家，曾任第三机械工业部党组成员、副部长，兼第六研究院院长。